# Nika Prevcová
Nika Prevcová (* 15. března 2005 Kranj) je slovinská skokanka na lyžích. Pochází z rodiny, která se tomuto sportu věnuje. Její nejstarší bratr Peter je olympijským vítězem a trojnásobným mistrem světa v letech, další bratr Domen vybojoval na mistrovství světa v letech titul v soutěži družstev či titul mistra světa ve skocích na velkém můstku a Cene získal stříbrnou medaili v olympijském závodě družstev.
Mezi juniorkami se Prevcová stala třikrát mistryní světa. Během sezóny 2023/2024, kdy startovala mezi ženami, vyhrála celkem sedm závodů, což jí na konci ročníku zajistilo premiérový zisk šampionky Světového poháru za nejlepší výsledky v celé sezóně. Úspěch ve Světovém poháru zopakovala i následující ročník (2024/2025), ve kterém navíc na mistrovství světa v klasickém lyžování 2025 konaném v norském Trondheimu vybojovala tituly mistryně světa ve skocích na středním i velkém můstku, k nimž přidala ještě druhé místo ze závodu smíšených družstev. Týden po šampionátu skočila při tréninku na světový pohár v letech konaný v norském Vikersundu světový rekord, když při prvním a třetím pokusu dolétla shodně do vzdálenosti 236 metrů a k tomu ve druhém pokusu skočila 211,5 metru, což i to byla hodnota, kterou žádná z jejích soupeřek nepřekonala.